# Радоміна
Радоміна (пол. Radomina) — село в Польщі, у гміні Біла Велюнського повіту Лодзинського воєводства.
Населення — 142 особи (2011).
У 1975-1998 роках село належало до Серадзького воєводства.

## Демографія
Демографічна структура станом на 31 березня 2011 року:
|          | Загалом | Допрацездатний вік | Працездатний вік | Постпрацездатний вік |
| -------- | ------- | ------------------ | ---------------- | -------------------- |
| Чоловіки | 65      | 12                 | 45               | 8                    |
| Жінки    | 77      | 15                 | 46               | 16                   |
| Разом    | 142     | 27                 | 91               | 24                   |